# 碧桃駅
碧桃駅（ピョクトえき）は大韓民国光州広域市南区にかつて存在した、韓国鉄道公社慶全線の駅である。

## 歴史
- 1933年3月1日：営業開始[1]。
- 1944年6月15日：廃止[2]。

## 隣の駅
韓国鉄道公社
慶全線（ルート変更に伴い廃止）
孝泉駅 - 碧桃駅 - 南光州駅